# Hermann Härtel (Musiker)
Hermann Härtel (* 1949 in Irdning in der Steiermark) ist ein österreichischer Musiker, Lehrbeauftragter an Musikuniversitäten, Autor und Volksmusikforscher.

## Leben
Hermann Härtel erlernte zunächst den Beruf des Kaufmanns und Nähmaschinenmechanikers. Seit seiner Jugend war er in der Jugend- und Jugendmusikarbeit tätig und machte später sein Hobby zum Beruf. Ab 1981 war er im Landesjugendreferat beim Amt der Steiermärkischen Landesregierung tätig. Er engagierte sich erfolgreich für die Wiedereröffnung des Steirischen Volksliedarchivs (1986) und beschäftigte sich fortan mit Volksliedforschung und Fragen der Veranstaltungskultur.
Hermann Härtel ist Mitglied des „Schweizerorchesters Frohnleiten“ und der „Citoller Tanzgeiger“ (Violine, Posaune, Gesang).
Seine Erfahrung als Tanzmusikant, Sänger und Feldforscher vermittelt er seit 1976 in Kursen mit den Schwerpunkten „Tanzmusik in Streichbesetzung“, „Singen zur Geige“, „Jodeln“ und „Verbindung zwischen Tanz und Musik“.
Bei seiner Vortragstätigkeit und in seinen journalistischen Arbeiten liegen die Schwerpunkte bei den Themen „Tradition als gesellschaftspolitisches Anliegen“, „Volkskundliche Studien“ und „Förderung von Musik als Lebensmittel“. Außerdem verfasste Härtel pointierte Kolumnen zu Traditionen, Brauchtum und Alltagskultur.
Er übernahm 1981 die Leitung des Steirischen Volksliedwerkes in Graz, wo er mehrere Initiativen gründete; um die verschiedenen Spielarten der Volksmusik in der Jetztzeit attraktiver zu machen. Darunter sind das Büro für Weihnachtslieder, die „Musikantenfreundliche Gaststätte“ und der „Steirische Geigentag“ zu finden.
Im Jahre 2000 wurde ihm auf Grund seiner kulturellen Initiativen und seiner publizistischen Tätigkeit vom österreichischen Bundespräsidenten der Berufstitel „Professor“ verliehen.
Härtels Initiative für das Jodeln führte zu einer Renaissance dieser Vokalform in Österreich und sicherte ihm die Teilnahme am Taichi Traditional Music Award in Peking 2012.

Ebenfalls im Jahr 2012 wurde Härtel auch mit dem österreichischen Volksmusikpreis Tobi-Reiser-Preis ausgezeichnet.
Hermann Härtel war von 1989 bis 2012 Lehrbeauftragter an der Kunstuniversität Graz, von 1992 bis 2012 an der Musikuniversität Wien (Volksmusikensemble und Vokalpraxis) und von 2009 bis 2012 am Mozarteum in Salzburg.

## Ehrungen
- 2000 Berufstitel „Professor“
- 2012 Tobi-Reiser-Preis

## Werke
- Vierzeiler